# Plaza Perú (Santiago de Chile)
La Plaza Perú es una plaza en el corazón del barrio El Golf de Santiago de Chile, en la comuna de Las Condes. Ubicada en avenida Isidora Goyenechea, está a una cuadra hacia el norte de Apoquindo, y de la zona gastronómica que se extiende en la misma Isidora Goyenechea y El Bosque Norte, una cuadra al poniente. Su costado sur da a la calle Don Carlos, el poniente a Carmencita y el oriente a Augusto Leguía Norte. Las estaciones de metro más cercanas son las de Tobalaba y El Golf, ambas en la Línea 1 y que salen a Apoquindo. Forma parte del nuevo sector financiero de la capital chilena conocido como Sanhattan.

## Historia y desarrollo
Colindante a zonas residenciales e importantes embajadas, su origen data de los años 1940, cuando se empieza a formar el barrio El Golf, pensado para ser uno de los más exclusivos del país. Este sector nace de la subdivisión de los terrenos que en su tiempo pertenecieron a Isidora Goyenechea (casada con Luis Cousiño, quedó viuda en 1873) y que después heredaría Loreto, hija de ambos que se casó con Ricardo Lyon. Estos terrenos se subdividirían anunciando el crecimiento de los sectores acomodados de la capital de Providencia al oriente.

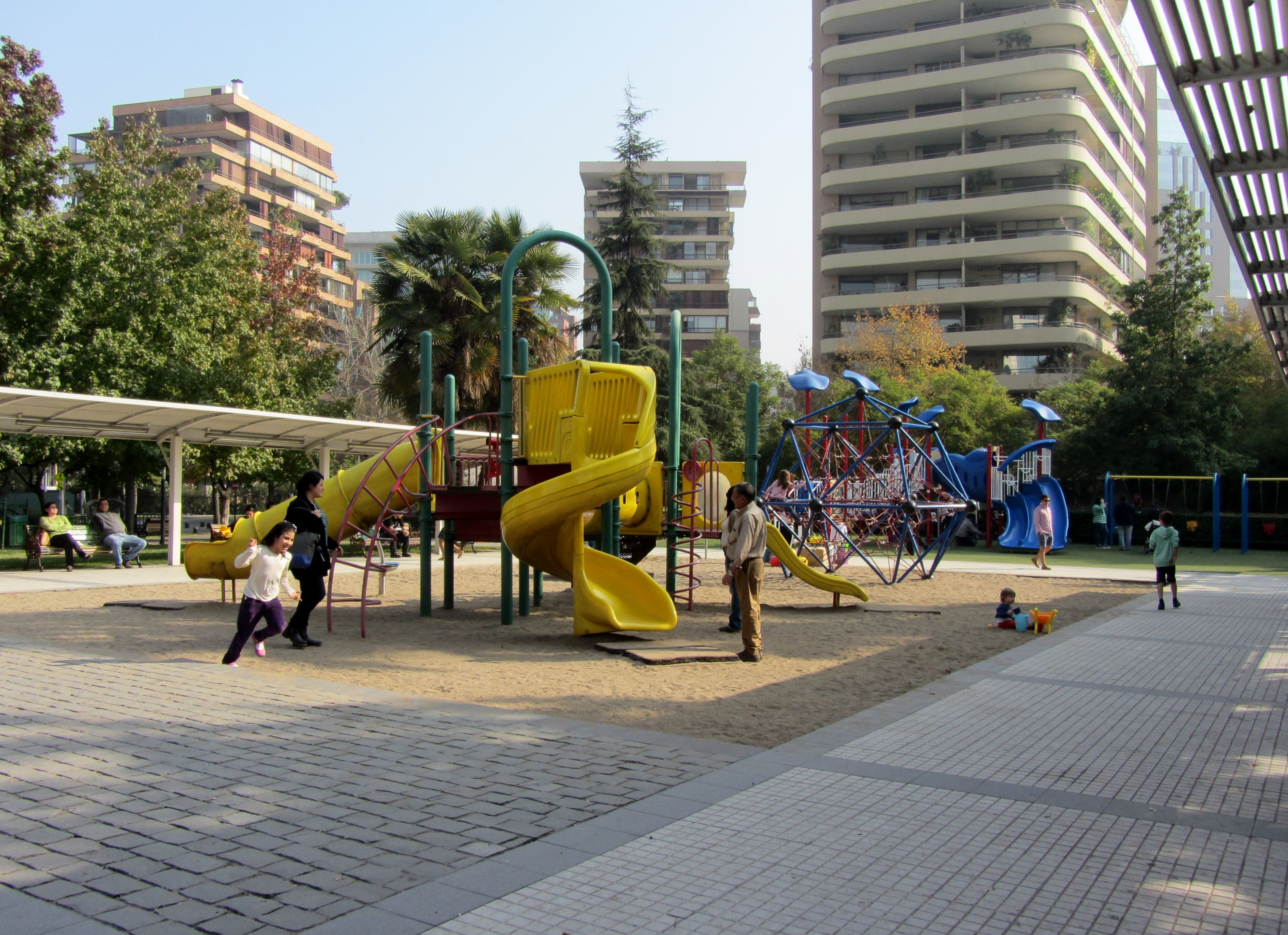
Juegos infantiles en la Plaza Perú.

Las Condes estaba ya visiblemente consolidado a fines de los años 1950, y el Golf se había convertido en un barrio elegante, con un diseño del espacio público planificado y ordenado. A fines de los 70 el crecimiento de la comuna era tal que se procedió a subdivirla y una década más tarde El Golf comienza a reemplazar su carácter residencial por sectores diplomáticos, restoranes y galerías al tiempo que se levanta una gran cantidad de edificios modernos.
La Plaza Perú también no fue ajena al vertiginoso desarrollo del sector, siendo el evento más crítico la construcción de  estacionamientos subterráneos, que hizo cambiar parte de la ornamentación del lugar y provocó la oposición de algunos grupos de vecinos. El entonces alcalde de Las Condes, Carlos Larraín, organizó en agosto de 2000 un plebiscito no vinculante para aprobar la polémica construcción, que ganó por amplia mayoría aunque con escasa participación (de los 51.240 electores inscritos, votaron solo 9.997, de los que 8.397 lo hicieron a favor; los activistas opositores habían llamado a no concurrir a las urnas; los intentos posteriores que estos hicieron para frenar el proyecto fracasaron).
Los estacionamientos —tres niveles con una altura de 2.20 metros, capacidad para 599 vehículos, abiertos las 24 horas del día— fueron inaugurados el 20 de marzo de 2002 por el sucesor de Larraín, Francisco de la Maza. La remodelada plaza fue dotada de juegos infantiles y  ornamentada con flores, arbustos y 163 árboles donados por distintas empresas entre los que se pueden citar el jacarandá, la araucaria excelsa, el cedro del Líbano, el roble americano, la palma chilena...

## La plaza y sus actividades

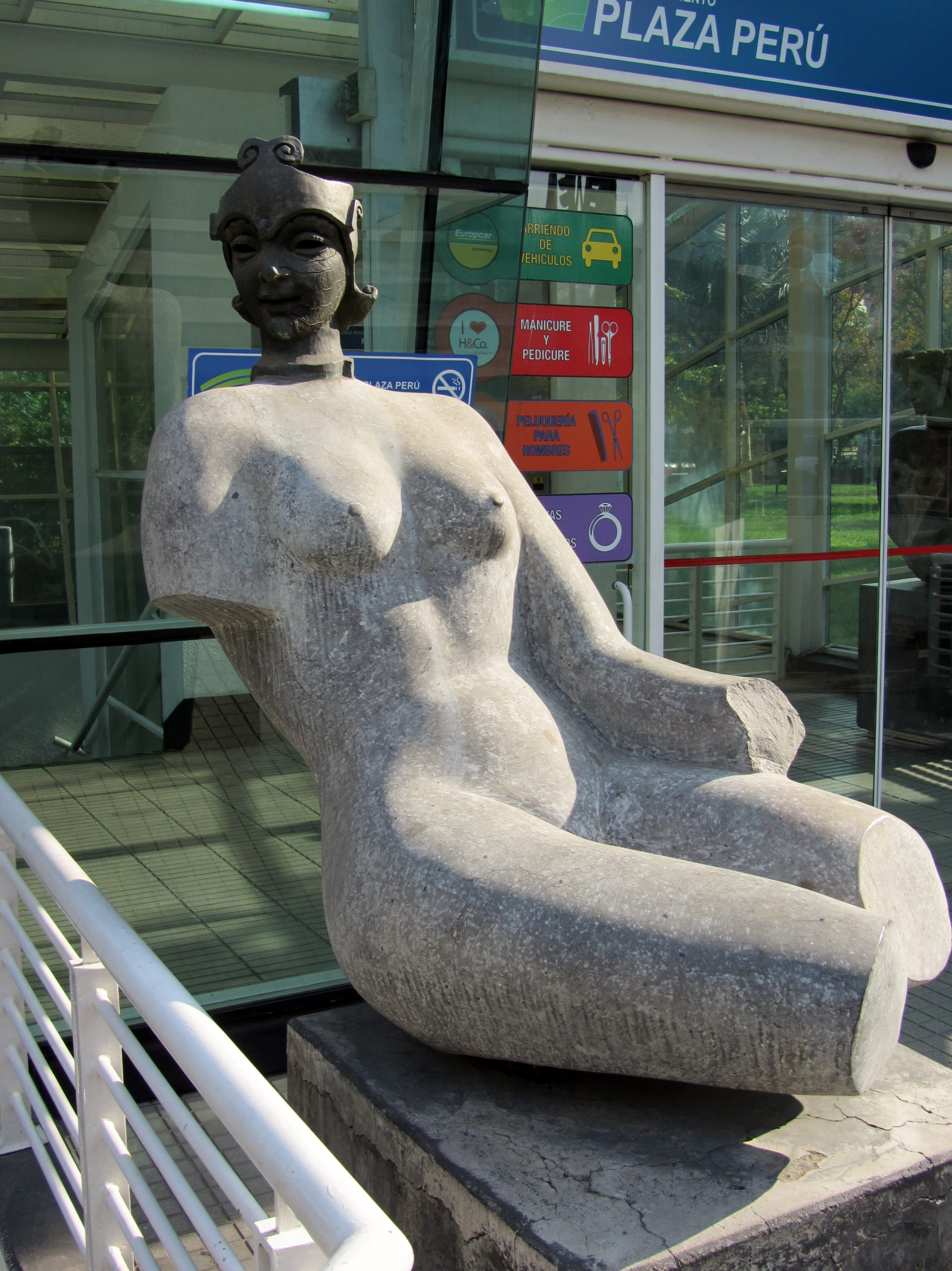
Escultura Medusa de Octavio Román.

La plaza cuenta con juegos infantiles modernos, una gran jaula de aves y bancas pintadas por conocidos artistas en el marco de un proyecto cultural que comenzó la municipalidad de Las Condes en 2010 para festejar el Bicentenario de la Independencia con 40 escaños que se instalaron en Apoquindo y que después se extendió a otros sectores del barrio El Golf, particularmente a la avenida Isidora Goyenechea, primero en 2012 y después en 2014. La etapa Bancas Pintadas 2012 fue inaugurada precisamente en la Plaza Perú por el alcalde Francisco de la Maza el 28 de abril de ese año.
Además de las bancas, la plaza cuenta con otras intervenciones artísticas. Así, en el acceso peatonal al estacionamiento subterráneo (esquina con Augusto Leguía Norte) se pueden apreciar dos esculturas de Octavio Román: Medusa y Sirena. 
En la Plaza Perú, en su parte norte que da a Isidora Goyenechea, funciona los domingos, de 10 de la mañana a siete de la tarde, la feria exposición Anticuarios en Las Condes (conocida asimismo como Feria de Antigüedades), que organiza la Municipalidad de Las Condes y su Corporación Cultural. Los miércoles y sábados, abre el Mercado Orgánico (9.00-14.00).

## Galería

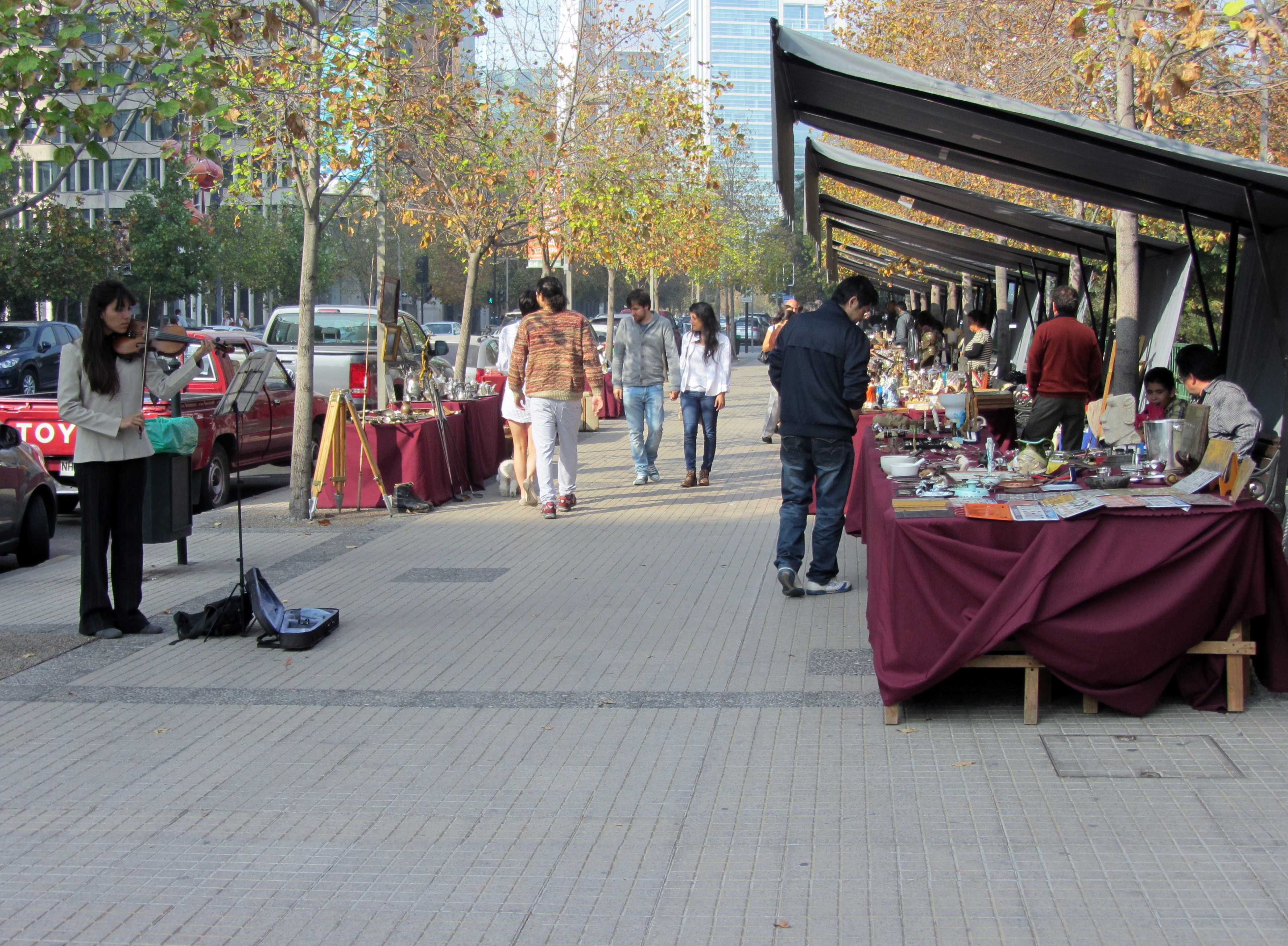
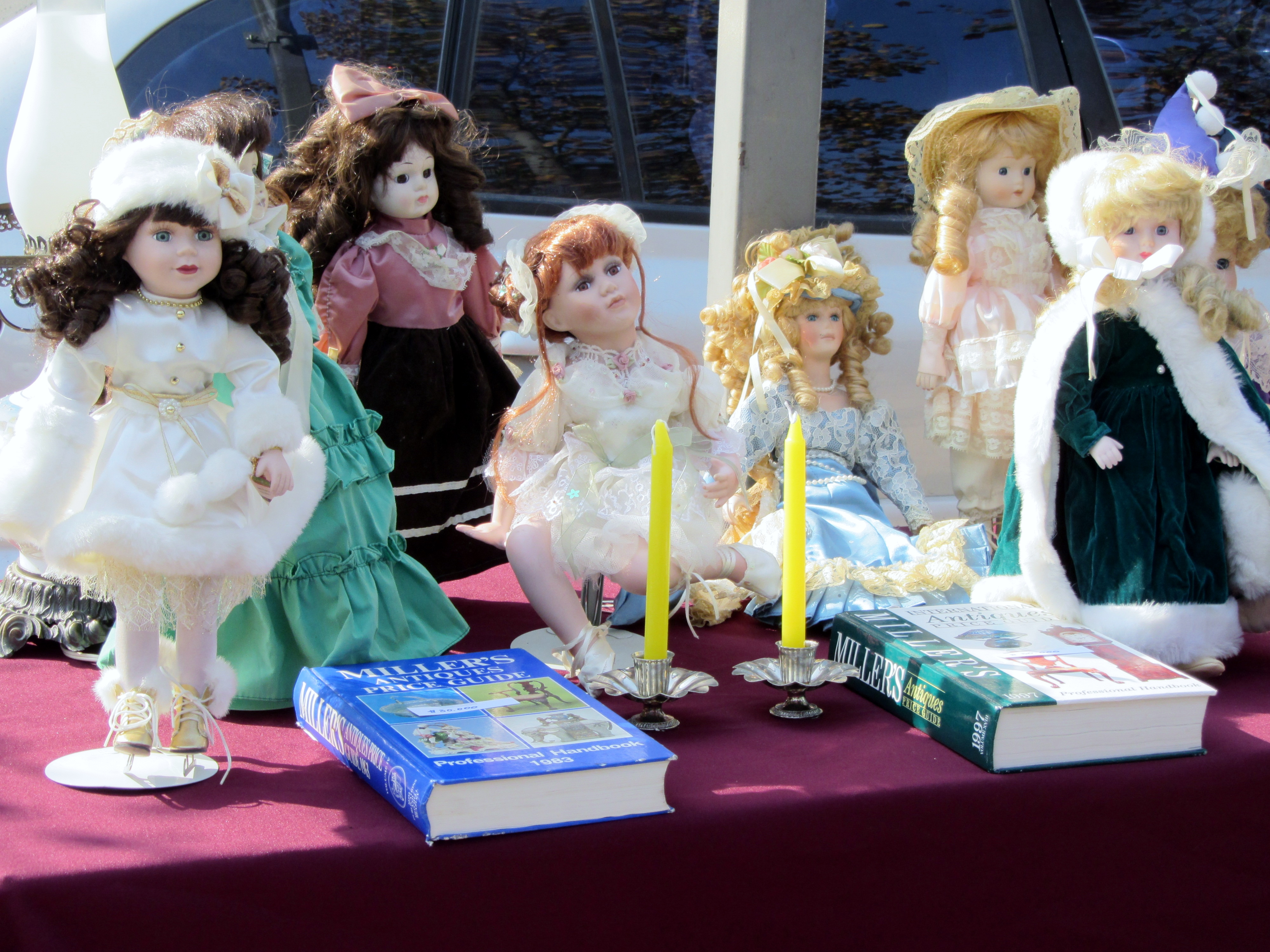
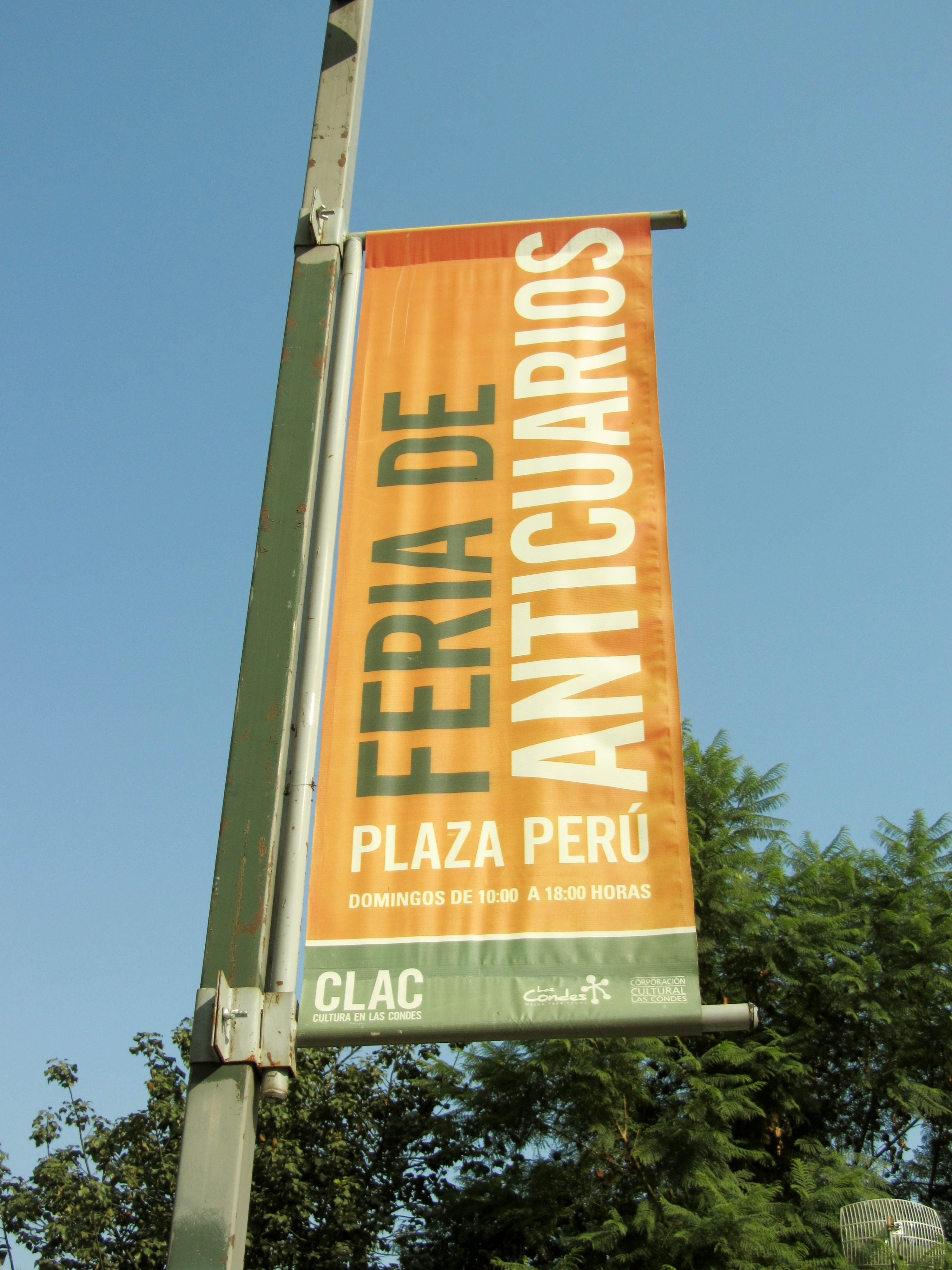
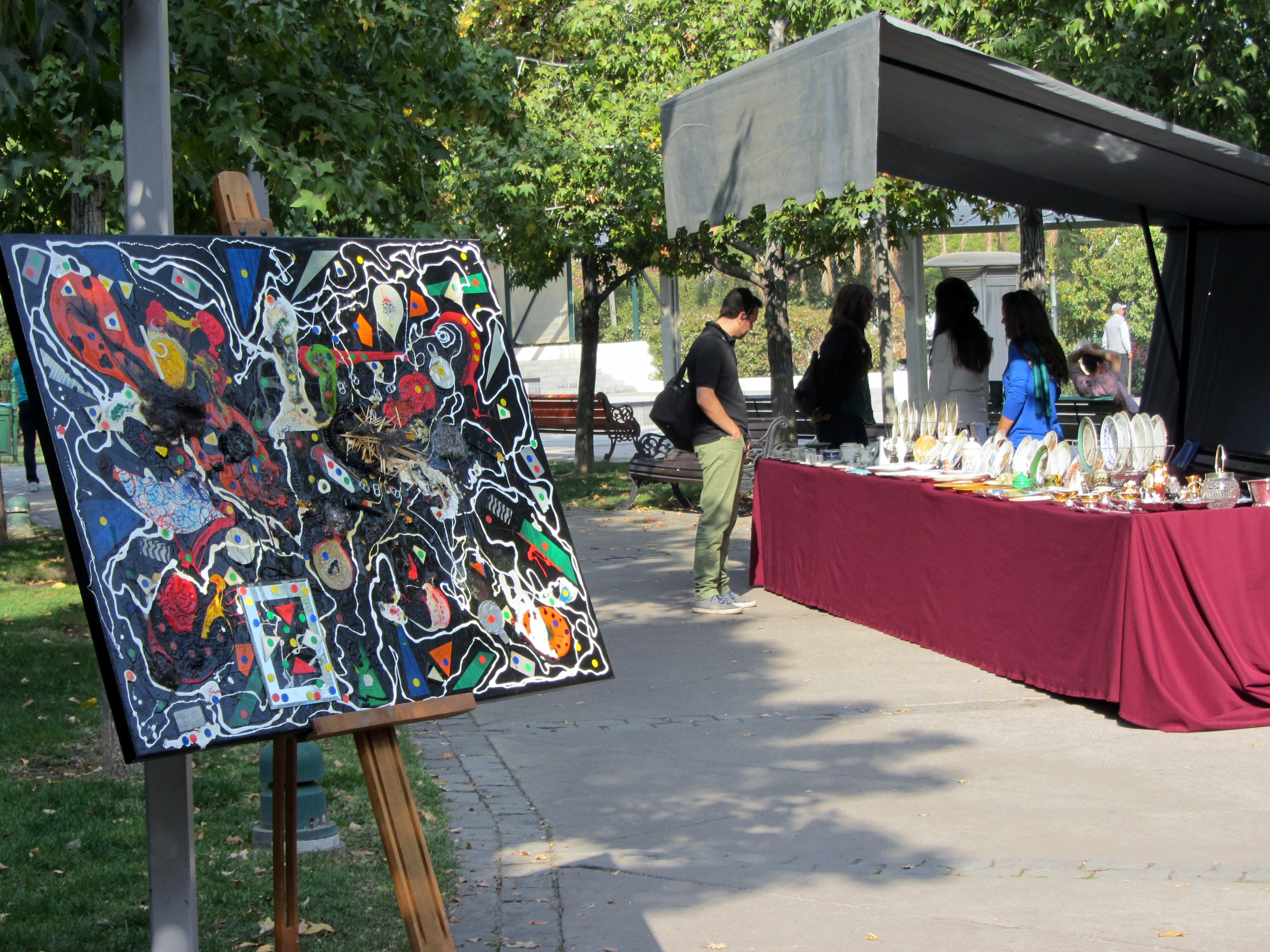
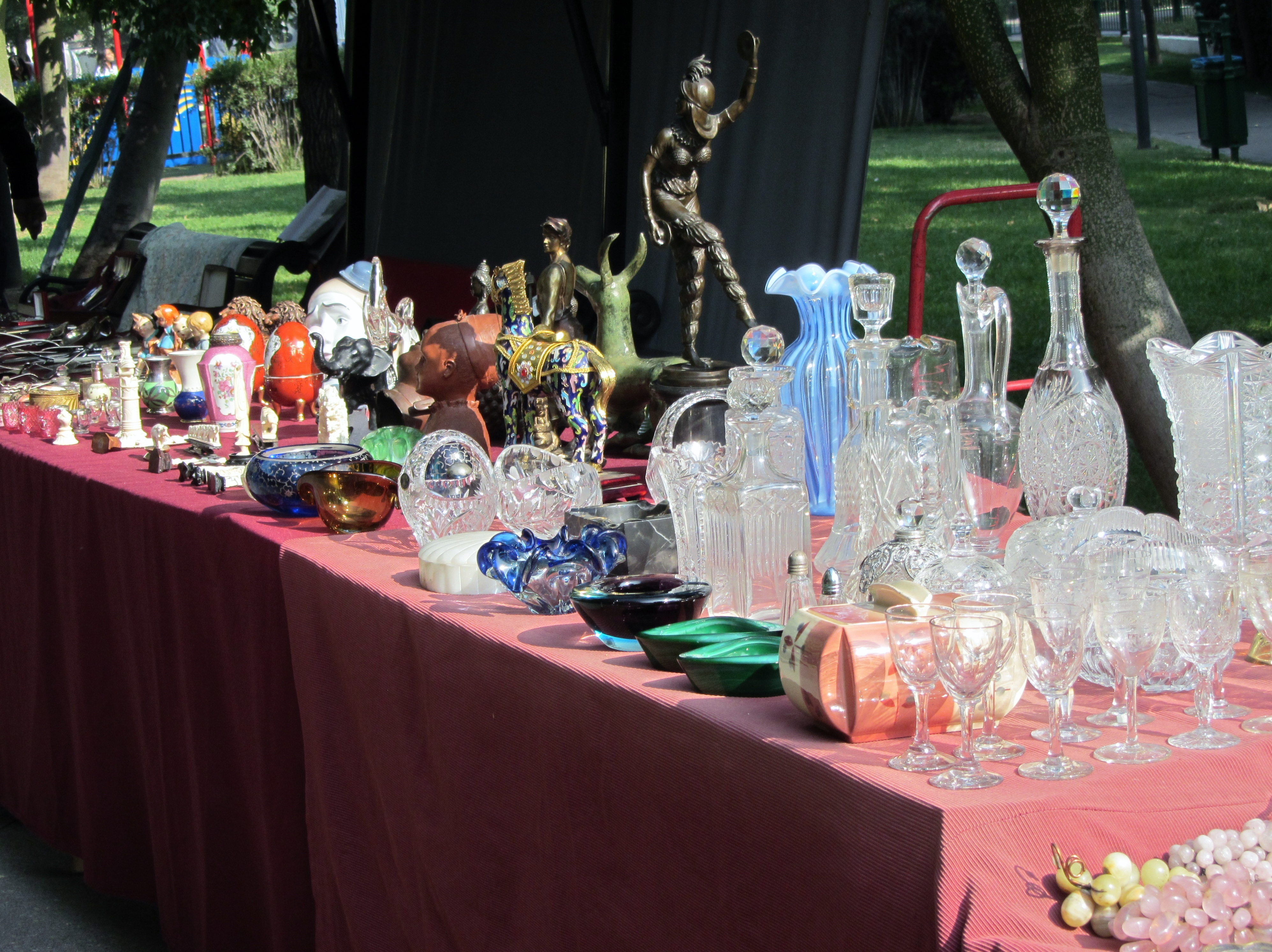

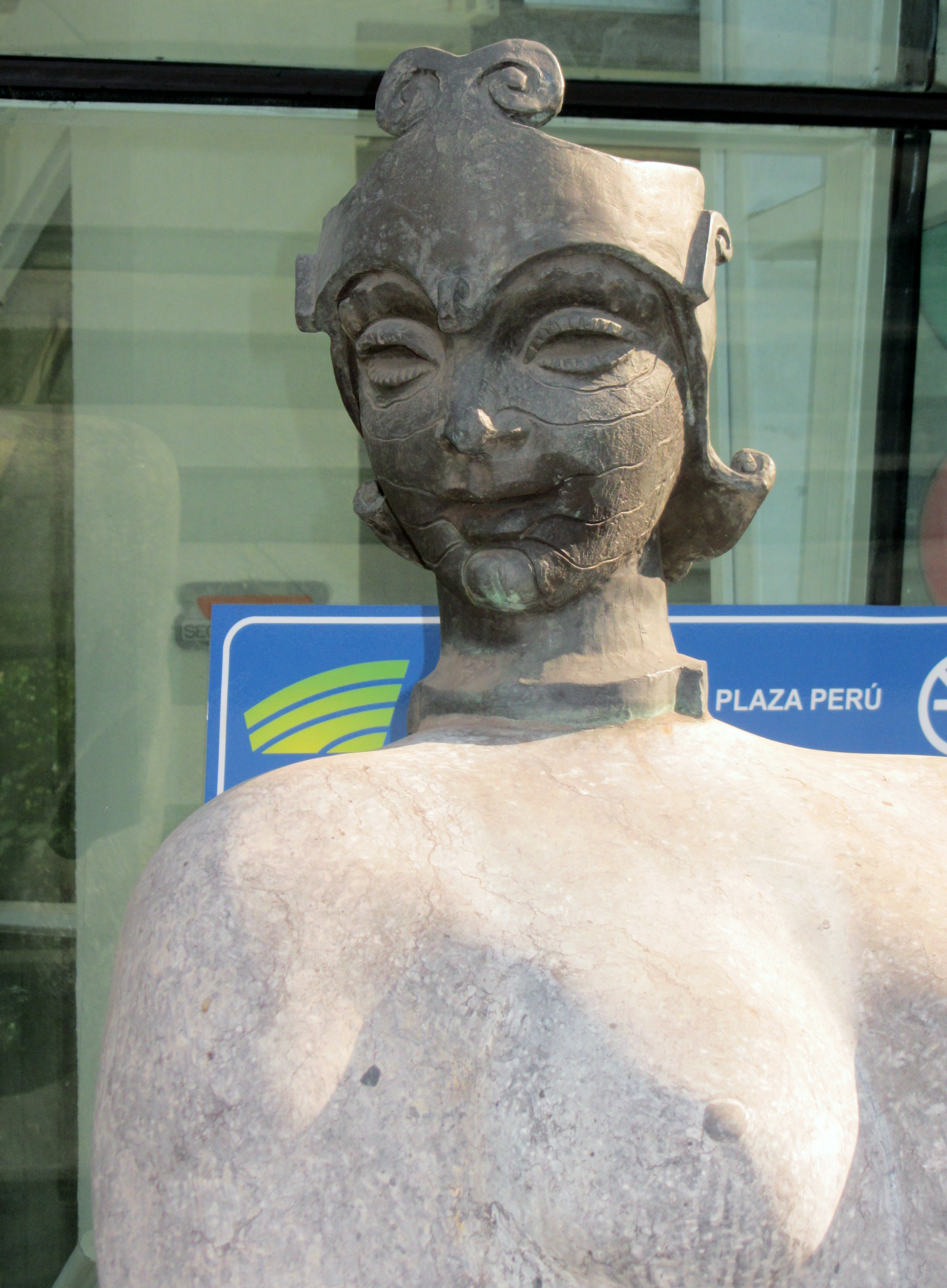
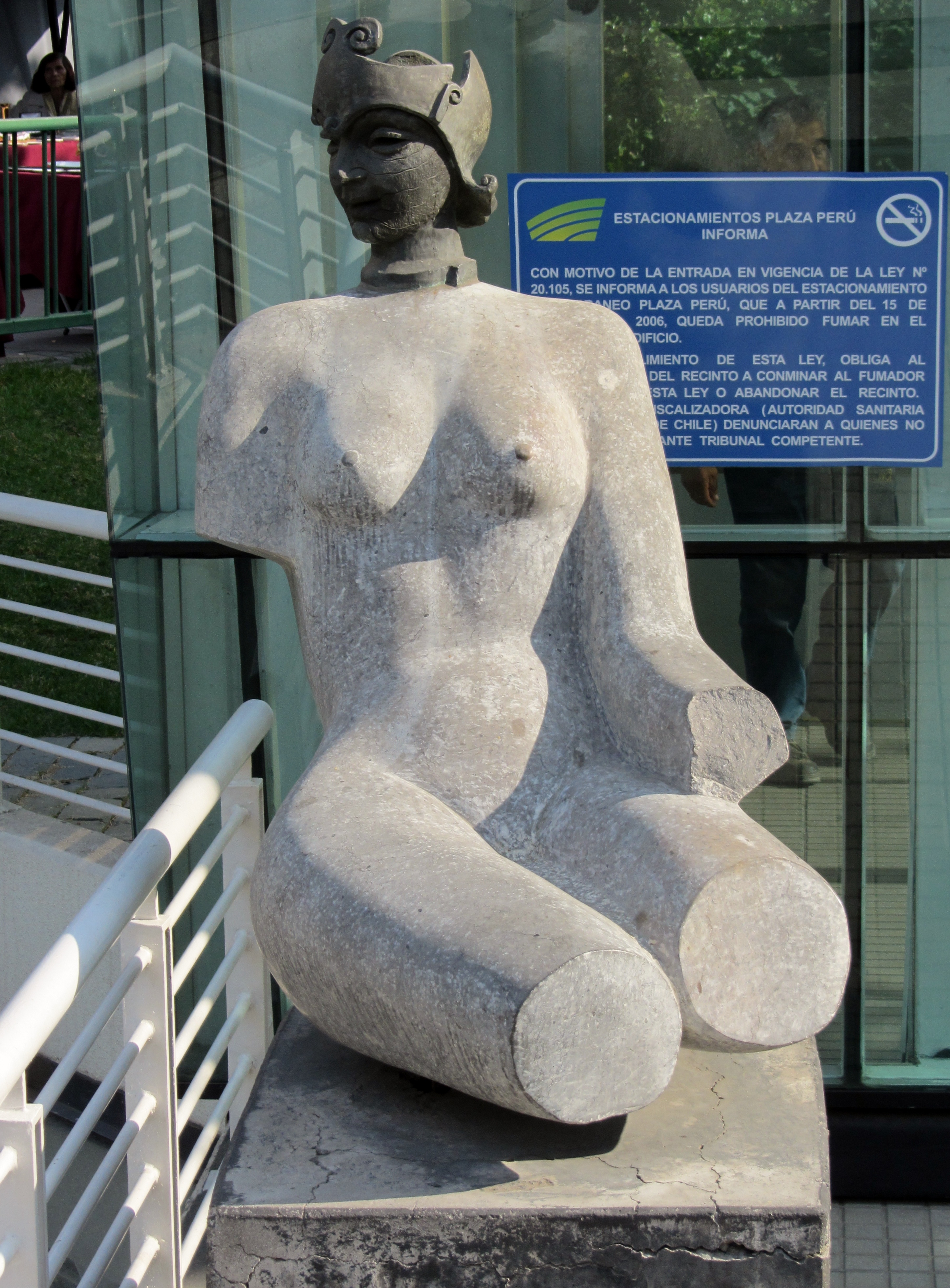
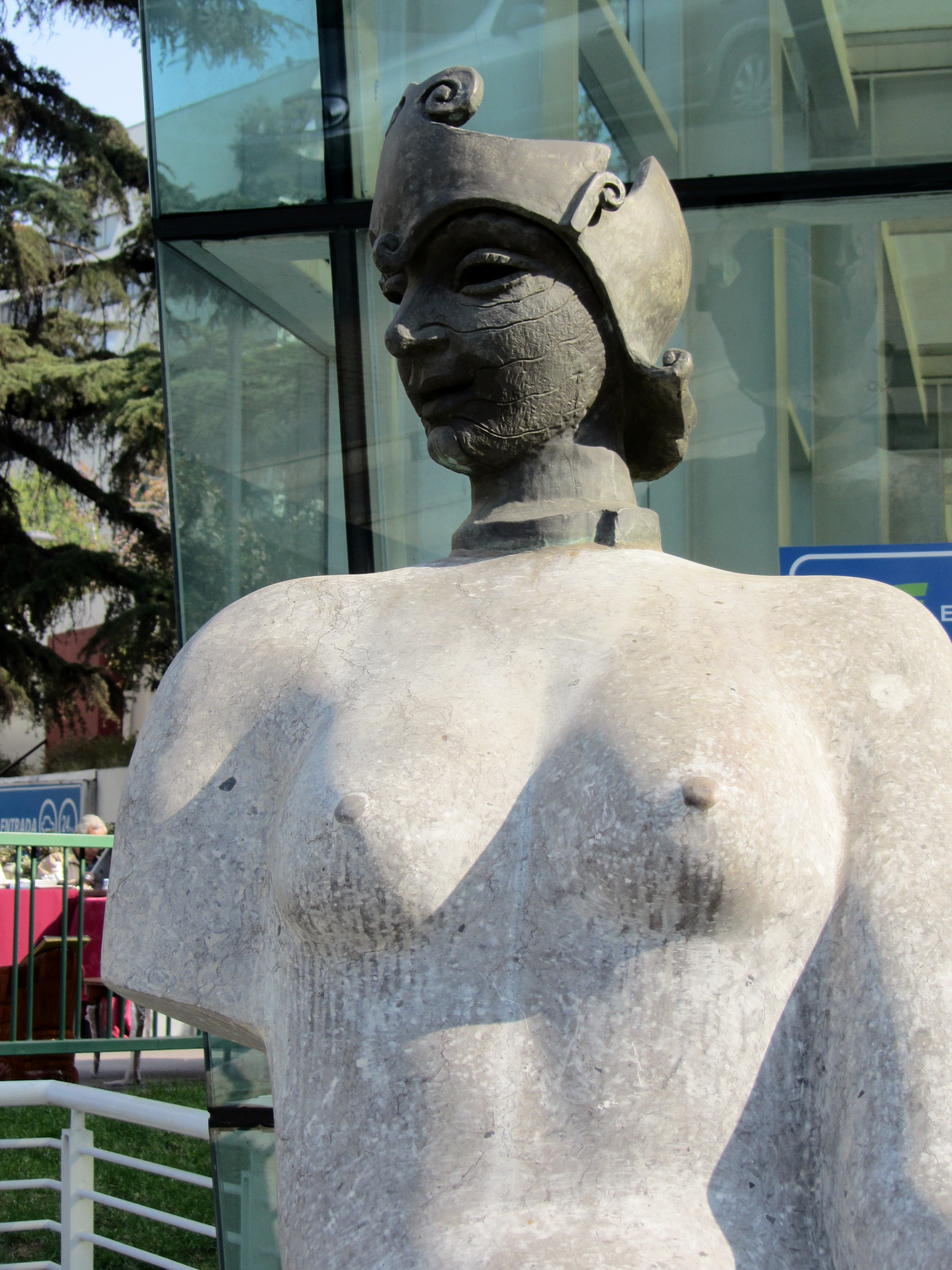

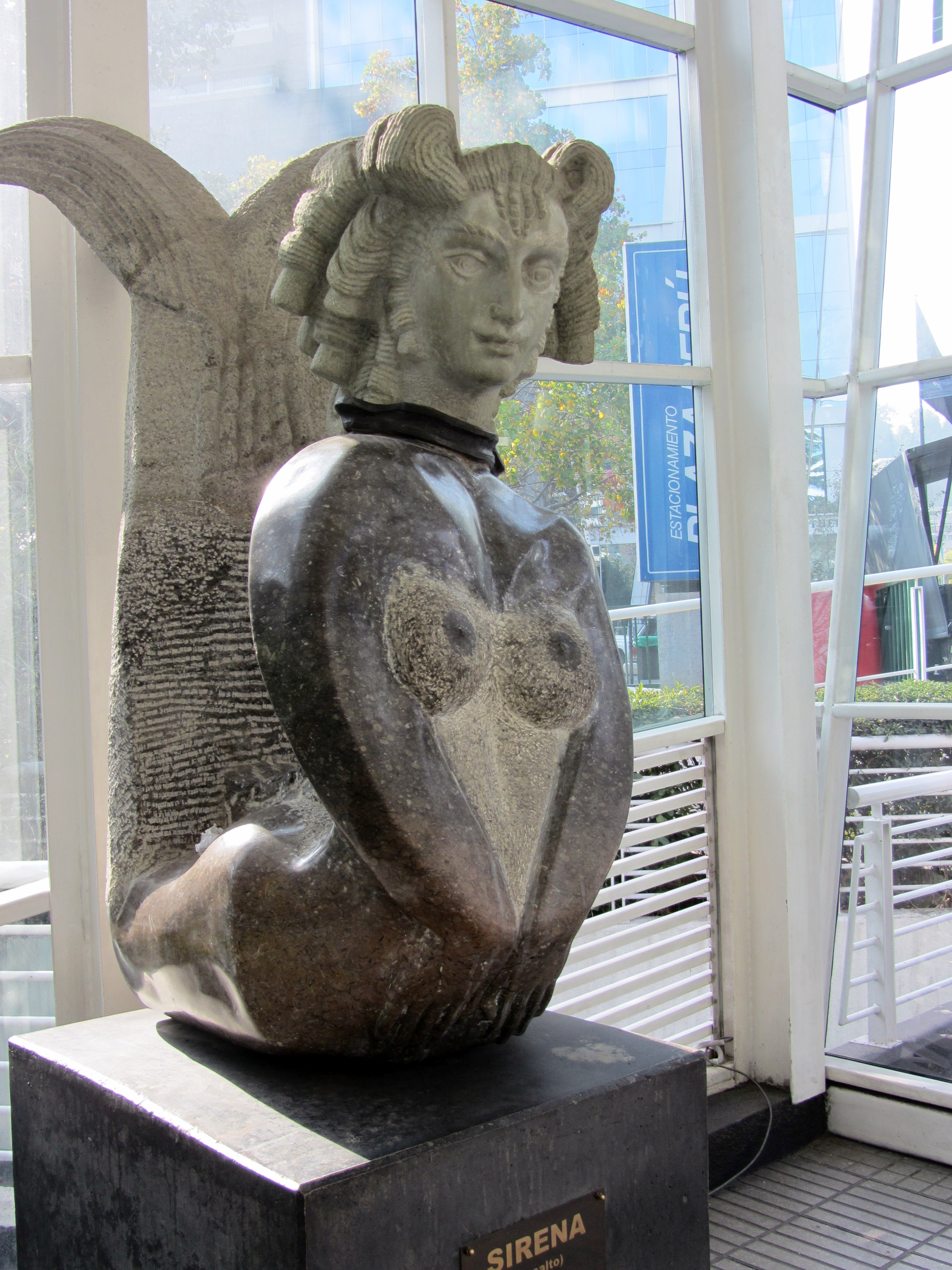
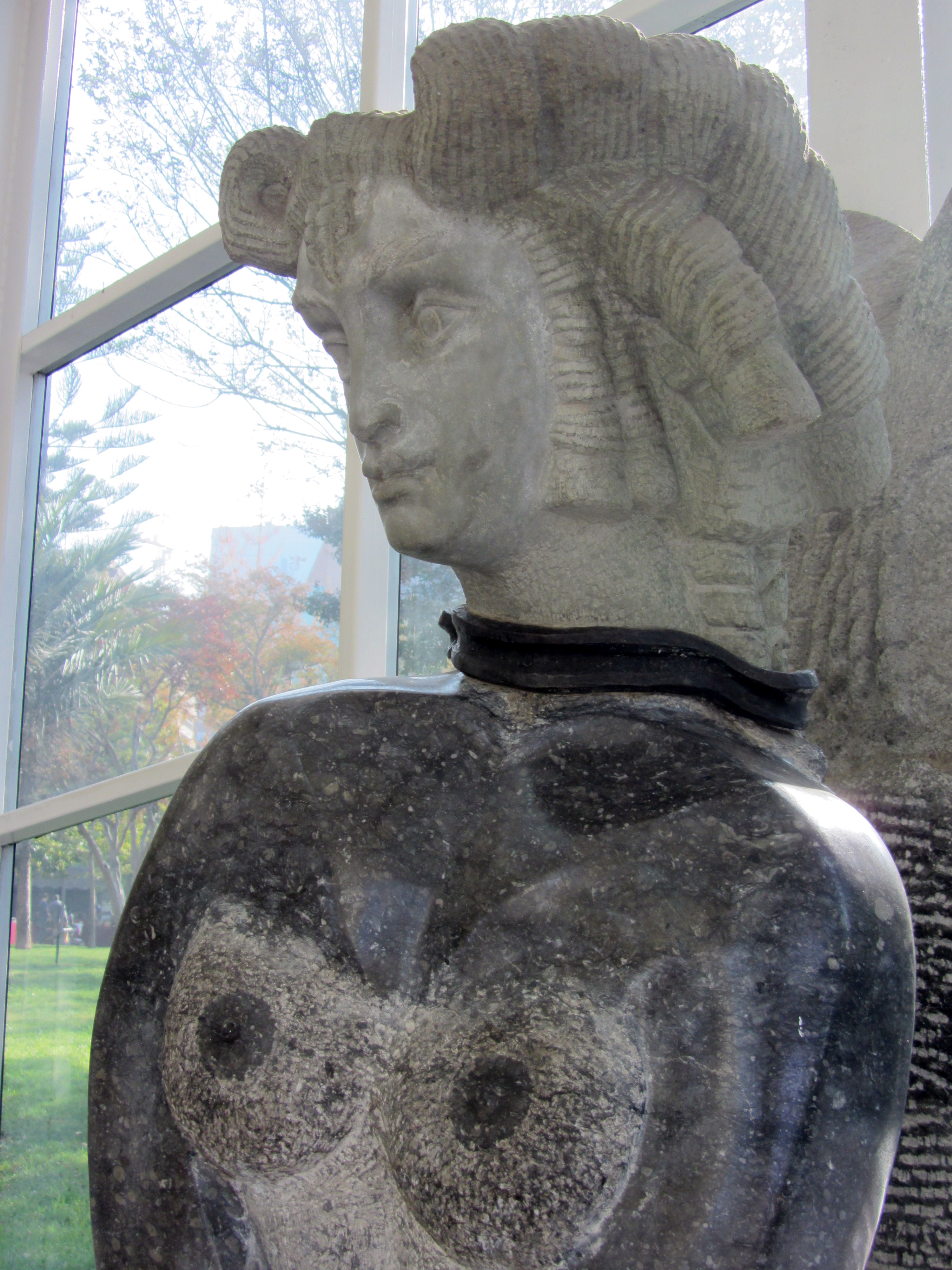
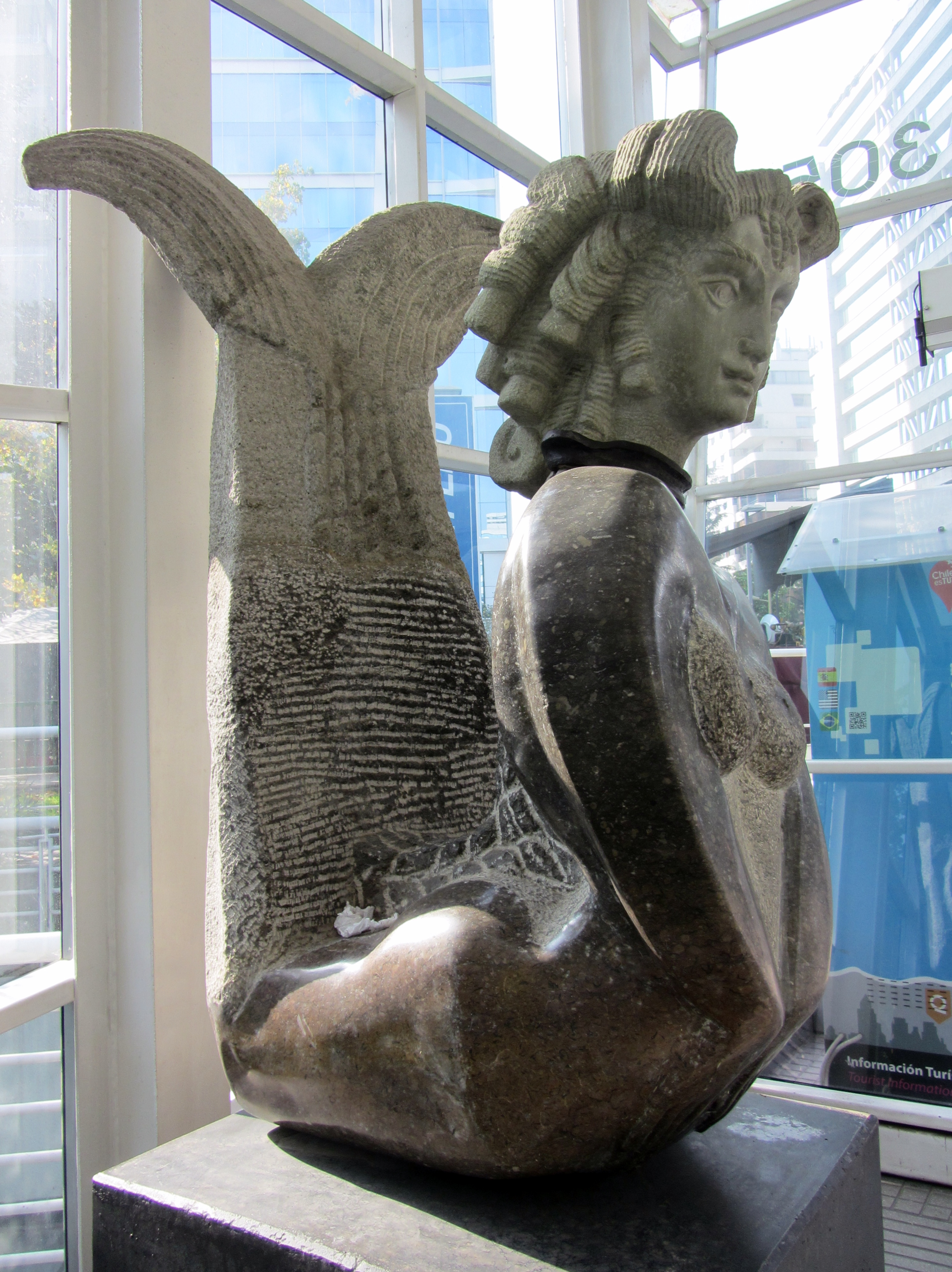
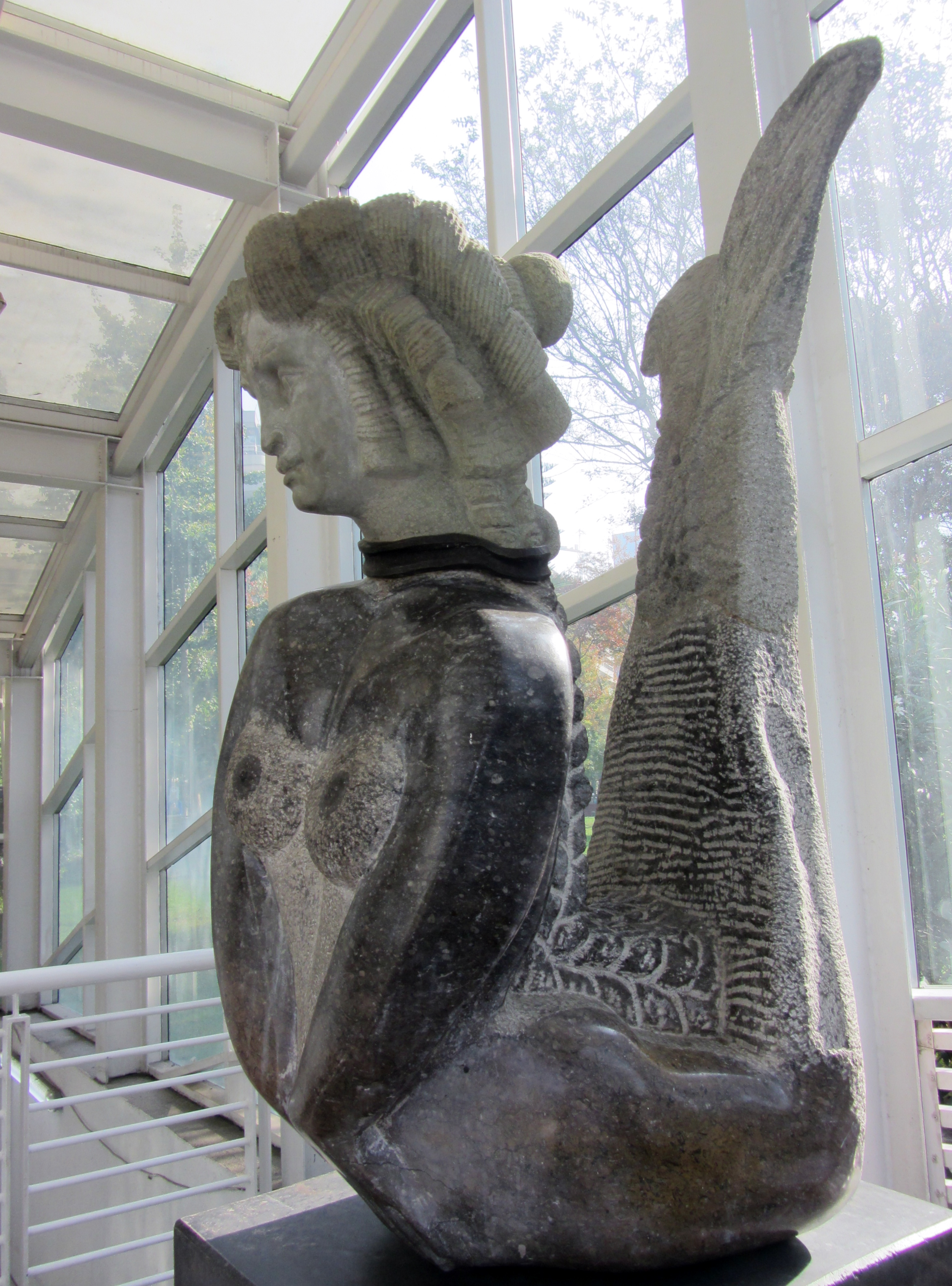

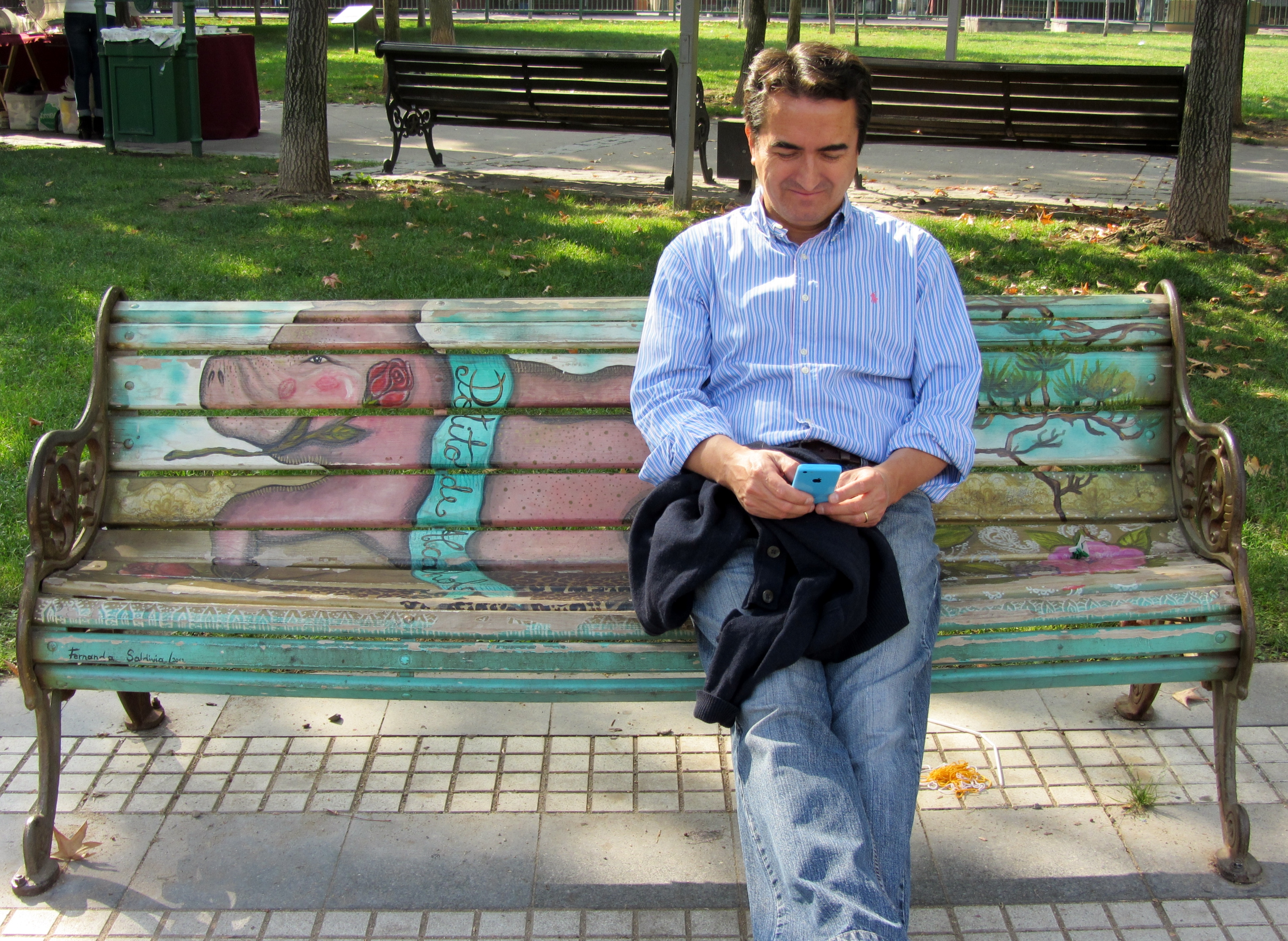
Fernanda Saldivia
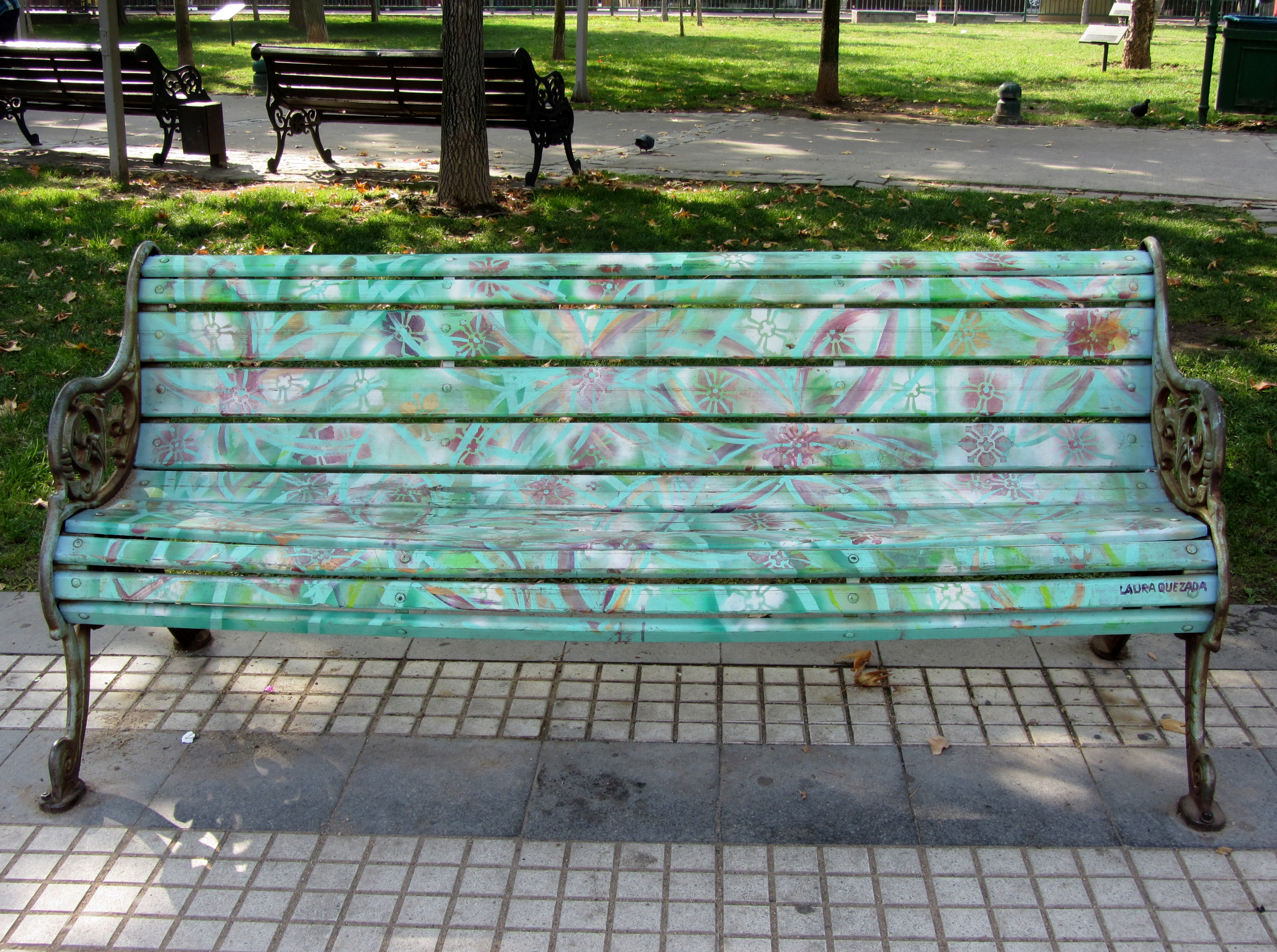
Laura Quezada
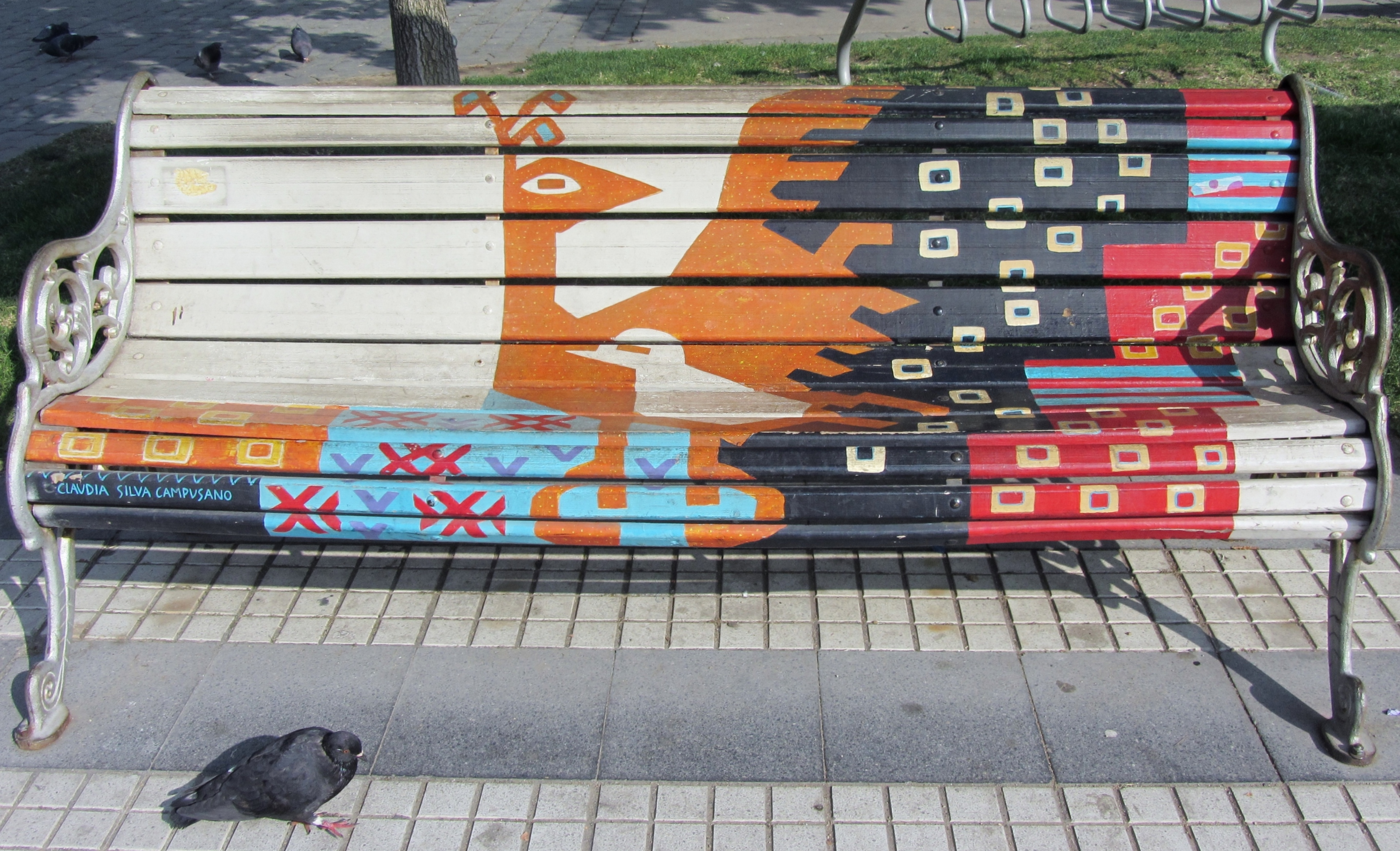
Claudia Silva C
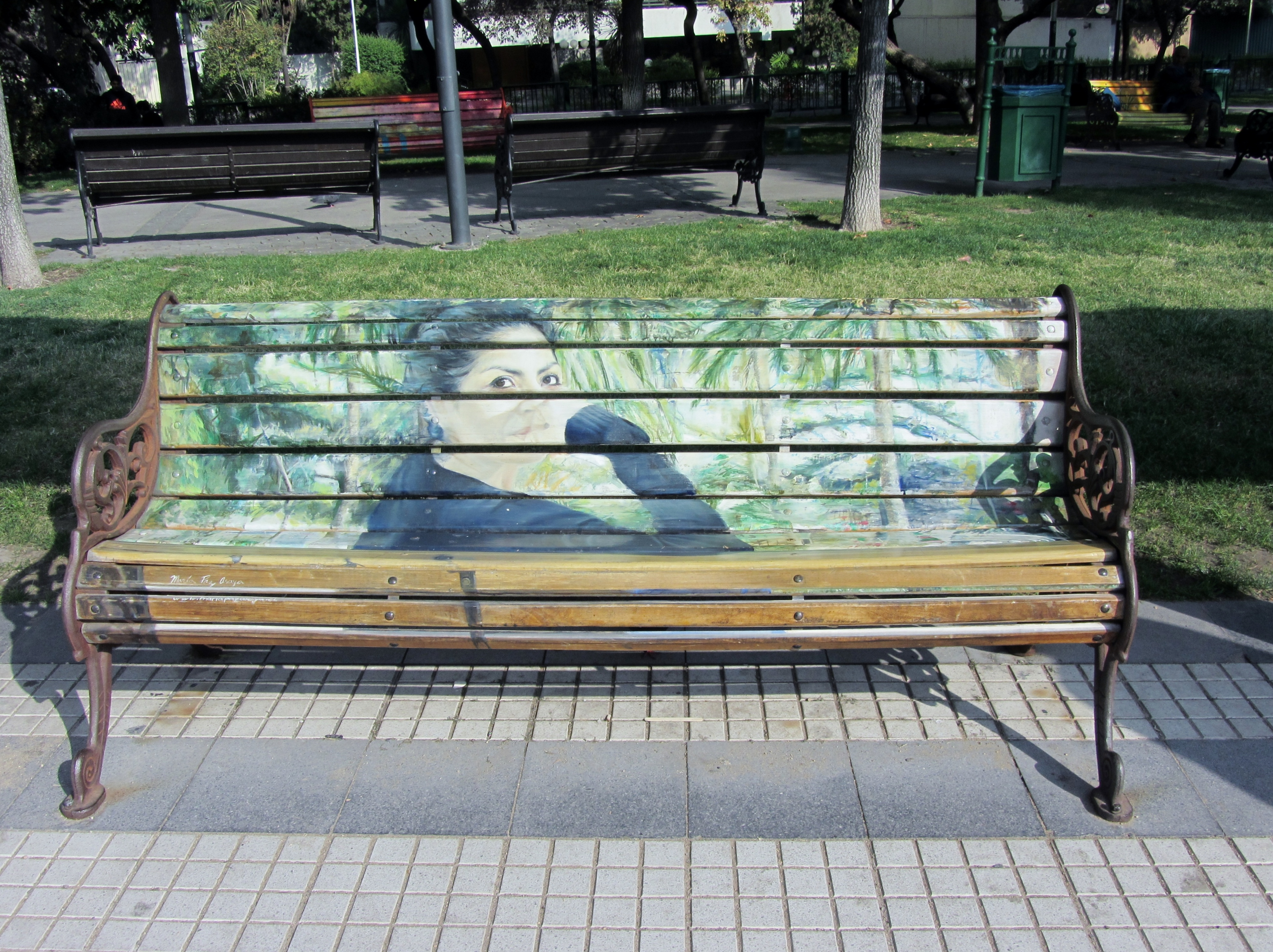
María Paz Araya
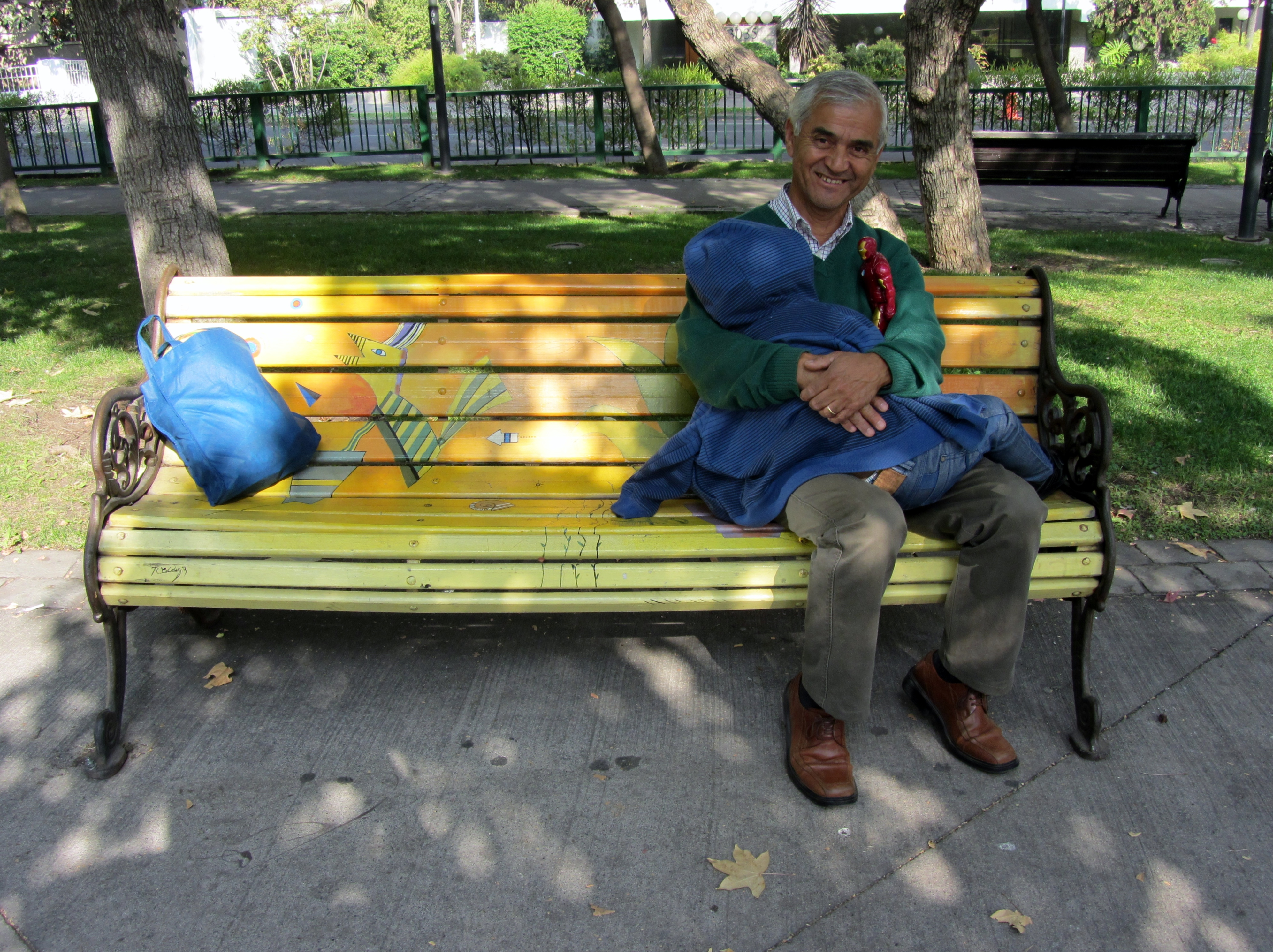
Ruperto Cádiz
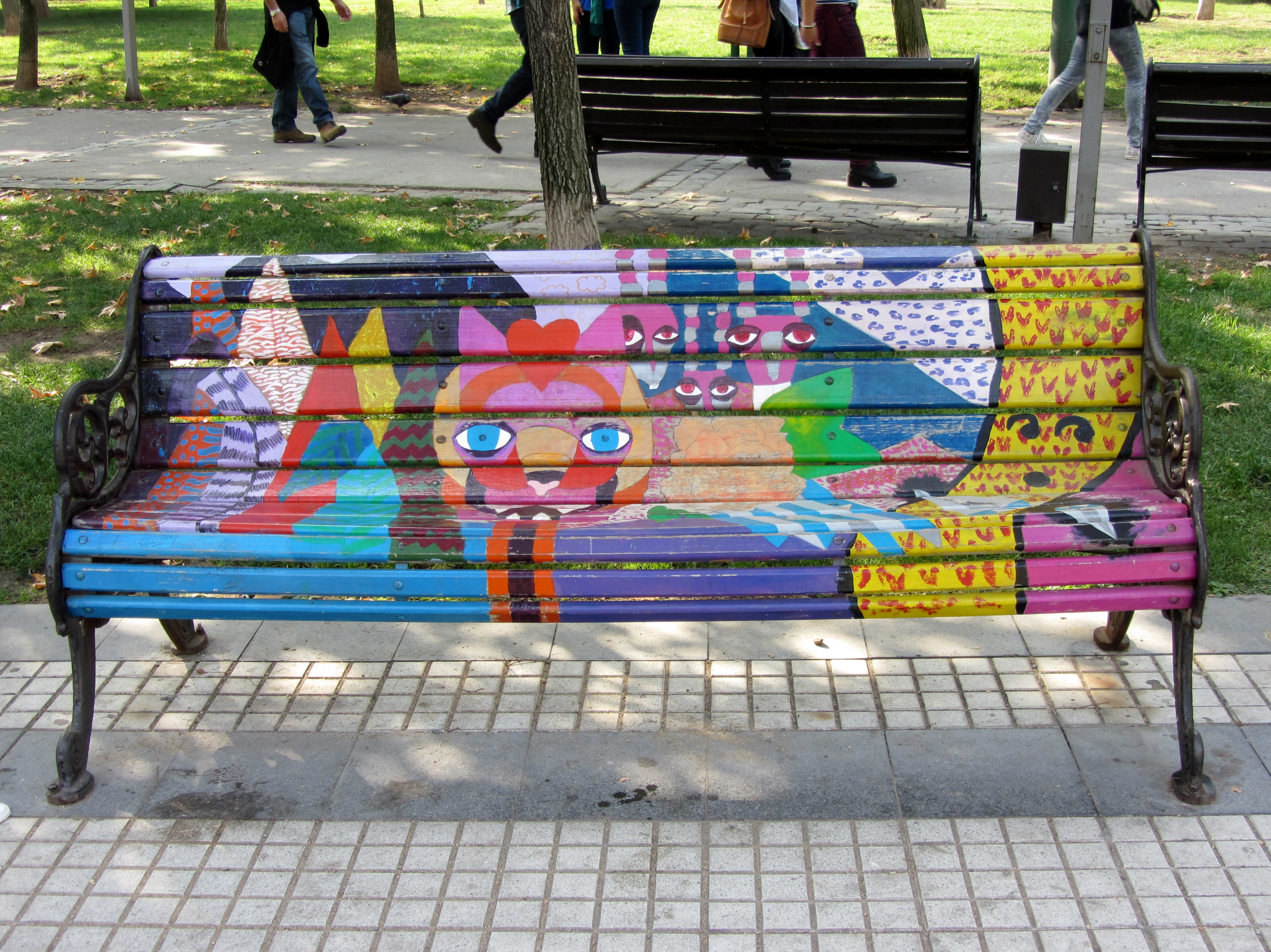
Carmen Fernández
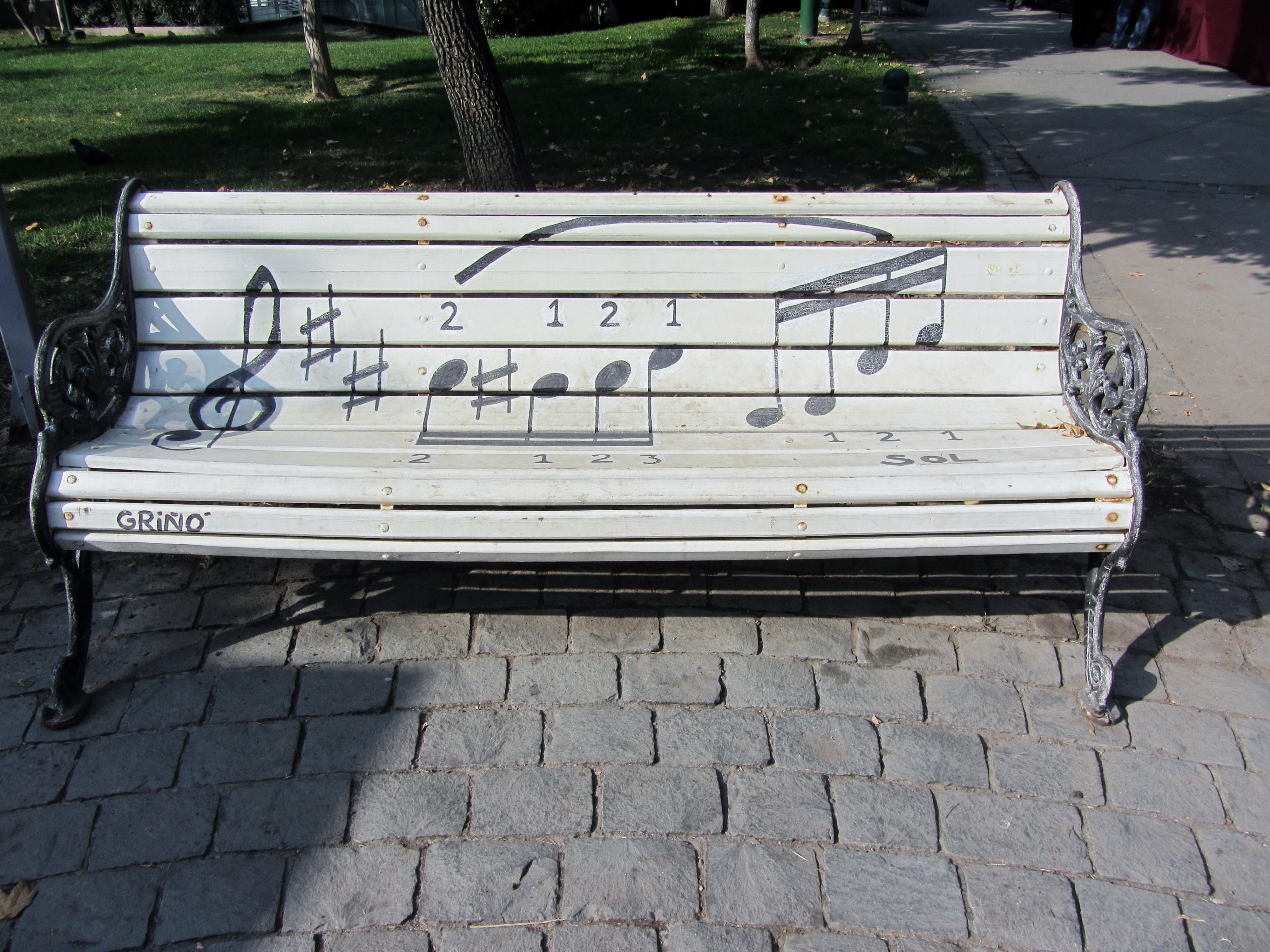
Jorge Griñó